# Air Terbit
Air Terbit is een bestuurslaag in het regentschap Kampar van de provincie Riau, Indonesië. Air Terbit telt 1225 inwoners (volkstelling 2010).